# UCI Oceania Tour 2015
L'UCI Oceania Tour 2015 è stata l'undicesima edizione dell'UCI Oceania Tour, uno dei cinque circuiti continentali di ciclismo dell'Unione Ciclistica Internazionale. Era composto da otto corse che si sono svolte tra gennaio e febbraio 2015 in Australia e Nuova Zelanda.

## Calendario

### Gennaio
| Data | Prova                     | Cat. | Vincitore     | Squadra            |
| ---- | ------------------------- | ---- | ------------- | ------------------ |
| 28-1 | New Zealand Cycle Classic | 2.2  | Taylor Gunman | Avanti Racing Team |

### Febbraio
| Data | Prova                                      | Cat. | Vincitore       | Squadra          |
| ---- | ------------------------------------------ | ---- | --------------- | ---------------- |
| 1    | Cadel Evans Great Ocean Road Race          | 1.1  | Gianni Meersman | Etixx-Quick Step |
| 4-8  | Herald Sun Tour                            | 2.1  | Cameron Meyer   | Orica-GreenEDGE  |
| 13   | Campionati oceaniani - Cronometro Elite    | CC   | Michael Hepburn | Australia        |
| 13   | Campionati oceaniani - Cronometro Under-23 | CC   | Harry Carpenter | Australia        |
| 15   | Campionati oceaniani - In linea Elite      | CC   | Taylor Gunman   | Nuova Zelanda    |
| 15   | Campionati oceaniani - In linea Under-23   | CC   | David Edwards   | Australia        |
| 28   | REV Classic                                | 1.2  | Patrick Bevin   | Avanti Racing    |

## Classifiche
Classifiche finali.
| Pos. | Corridore          | Squadra       | Punti |
| ---- | ------------------ | ------------- | ----- |
| 1    | Taylor Gunman      | Avanti Racing | 152   |
| 2    | Patrick Bevin      | Avanti Racing | 135   |
| 3    | Joseph Cooper      | Avanti Racing | 100   |
| 4    | Jordan Kerby       | Drapac        | 74    |
| 5    | Jason Christie     | Avanti Racing | 72    |
| 6    | Thomas Davison     | Avanti Racing | 46    |
| 7    | James Oram         | Axeon Cycling | 46    |
| 8    | Daniel Barry       | Budget Forkl. | 44    |
| 9    | Samuel Horgan      | Budget Forkl. | 30    |
| 10   | Neil Van Der Ploeg | Avanti Racing | 29    |

| Pos. | Squadra                     | Punti |
| ---- | --------------------------- | ----- |
| 1    | Avanti Racing Team          | 546   |
| 2    | Drapac Professional Cycling | 155   |
| 3    | Team Budget Forkflits       | 142   |
| 4    | Axeon Cycling Team          | 46    |
| 5    | Data #3 Symantec            | 30    |
| 6    | Charter Mason Giant Racing  | 25    |
| 7    | Hincapie Racing Team        | 20    |
| 8    | NFTO                        | 19    |
| 9    | UnitedHealthcare            | 14    |
| 9    | MTN-Qhubeka                 | 14    |

| Pos. | Nazione       | Punti   |
| ---- | ------------- | ------- |
| 1    | Nuova Zelanda | 1 215,4 |
| 2    | Australia     | 775     |